# Saint-Géréon
Saint-Géréon è un comune francese di 2 789 abitanti situato nel dipartimento della Loira Atlantica nella regione dei Paesi della Loira.

## Società

### Evoluzione demografica
Abitanti censiti